# Nacho Duato
Juan Ignacio Duato Barcia, más conocido como Nacho Duato (Valencia, 8 de enero de 1957), es un coreógrafo y bailarín de ballet español. Fue director artístico de la Compañía Nacional de Danza desde 1990 hasta julio de 2010.

## Biografía
Se formó como bailarín en la Rambert School de Londres, y, tras ello, amplió sus estudios en la Mudra School de Maurice Béjart en Bruselas y en la American Dance Centre de Alvin Ailey en Nueva York, todas ellas instituciones de primera línea mundial en su campo.
Su carrera profesional como bailarín comenzó en 1980, en el prestigioso Cullberg Ballet de Estocolmo, pero fue un año después, cuando ingresó en el Nederlands Dans Theater, de la mano de su director Jirí Kylián, cuando de verdad Duato adquirió auténtica relevancia en el mundo del ballet. Allí compuso su primera coreografía Jardí tancat (Jardín cerrado) (1983, con música de Maria del Mar Bonet), con la que ganó el Primer Premio en el Concurso Internacional de Colonia (Internationaler Choreographischer Wettbewerb, Köln). En 1988 fue nombrado coreógrafo estable del NDT, junto a Hans van Manen y al propio Kylián.
Sus ballets y coreografías forman parte del repertorio de las más prestigiosas compañías internacionales, como las ya mencionadas Cullberg Ballet y Nederlands Dans Theater, pero también del American Ballet Theatre, el Ballet de la Ópera de París, el Ballet de la Ópera de Berlín, la Compañía de Ballet Australiano, Les Grands Ballets Canadiens, el Ballet de Stuttgart, el Ballet Gulbenkian de Lisboa, el Ballet de la Ópera de Finlandia, el Ballet de San Francisco o el mismo Royal Ballet.
Desde junio de 1990, invitado por el Instituto Nacional de las Artes Escénicas y de la Música del Ministerio de Educación y Cultura, Duato pasó a ser director artístico del Ballet Nacional de España Clásico con sede en Madrid, que desde 1993 se conoce como Compañía Nacional de Danza, puesto que ocupó hasta el 31 de julio de 2010. Su labor como director se extendió posteriormente hasta la formación de la Compañía Nacional de Danza 2, que nació como cantera de jóvenes bailarines que van cambiando cada dos años. 
En 1998 protagonizó la serie de televisión La virtud del asesino.
En 2010 Duato firmó un contrato para dirigir el ballet del Teatro Mijáilovski de San Petersburgo a partir del 1 de enero de 2011. El día 7 de febrero de 2013 informó la edición digital de Der Tagesspiegel que Nacho Duato, iba a ser el nuevo director del Ballet Estatal de Berlín.
El 25 de febrero de 2022 regresó a la Compañía Nacional de Danza para estrenar su nueva coreografía Morgen en el Palacio de Festivales de Cantabria, en Santander. 
Es primo de la actriz Ana Duato (Cuéntame cómo pasó) y del empresario Joaquín Duato, nieto del reconocido neurocirujano y psiquiatra Juan José Barcia Goyanes, y tío segundo de los actores Miguel Bernardeau y María Bernardeau.
Desde 2019 hasta la actualidad: director artístico del ballet del Teatro Mijáilovski de San Petersburgo.

## Dirección de la Compañía Nacional de Danza

### Propuesta y legado durante su gestión
En 1990, el Ministerio de Cultura le ofreció a Nacho Duato la dirección artística de la Compañía Nacional de Danza. Como propuesta de Nacho a la compañía nacional de Danza, le da un estilo clásico contemporáneo. Al crear una compañía contemporánea fue mucho más fácil que estuviera un mayor nivel de prestigio, y se pudo colocar la compañía nacional de danza dentro de las compañías más importante del mundo. Es la primera vez que la compañía sale y es reconocida a nivel mundial.  
Duato pretendía hacer del ballet una compañía con identidad propia, en la que, sin olvidar los preceptos clásicos, se derivara hacia un estilo más contemporáneo. Con este fin se incluyeron en el repertorio nuevas coreografías creadas específicamente para la compañía. Nacho Duato aporta a la compañía su trabajo como coreógrafo, elogiado por la crítica mundial y premiada por los especialistas. 
Su nombramiento supuso un cambio de nombre y de orientación artística, pasando a llamarse Compañía Nacional de Danza. A su llegada empezó a contratar no sólo a bailarines españoles, sino también a extranjeros, llevando el estilo clásico de la compañía hacia un estilo más personal, trabajando un repertorio constituido fundamentalmente por sus propias coreografías, así como por ejemplo piezas de sus autores de referencia como Jiri Kylian y Mats Ek, entre otros. La mayoría de sus obras salían de poemas, «obra de arte total».
Muchas de las coreografías para la compañía Nacional de Danza, Nacho ya las había hecho antes pero la mayoría las desarrollo en la compañía, era una compañía de autor y es la primera vez que las coreografías son del propio director,  en vez de una gestión fue más un experimento que le dio fruto a él como artista.
En su labor como director y las aportaciones para la compañía durante su dirección podemos observar:
- Nacho Duato aporta a la compañía su trabajo como coreógrafo.
- Logró situar a la Compañía Nacional de Danza en línea con otras formaciones similares en su entorno internacional.
- Hace del ballet una compañía con identidad propia, en la que, sin olvidar los preceptos clásicos, se derivara hacia un estilo más contemporáneo.
- Creó la Compañía Nacional de Danza 2 en 1999 para formar y preparar a bailarines para la vida profesional. Es un nexo de unión entre los conservatorios, escuelas de ballet y las compañías profesionales, como la Compañía Nacional de Danza.

## Obra coreográfica
De la obra coreográfica compuesta por Nacho Duato para el Nederlands Dans Theater se pueden destacar:
- Alone, for a Second (Satie).
- Arenal (Bonet).
- Boléro (sobre la obra homónima, el Boléro de Ravel).
- Chansons Madecasses (Ravel).
- Raptus (basada en la obra de Wagner Wesendonk Lieder).
- Synaphai (Xenakis/Vangelis).
- Ucelli (Respighi).

De la misma manera, entre la obra coregrafiada para la Compañía Nacional de Danza:
- Alas (Pedro Alcalde y Sergio Caballero, Arvo Pärt, Jules Massenet, Pawel Szymanski y Fuckhead (collage).
- Arcangelo (Arcangelo Corelli).
- Castrati (Antonio Vivaldi y Karl Jenkins).
- Cautiva (Iglesias).
- Cero sobre cero (Iglesias).
- Coming Together (Rzewski).
- Concierto Madrigal.

Música: Joaquín Rodrigo. 
Escenografía: Walter Nobbe. 
Figurines y Diseño de Luces: Nacho Duato.
Estreno: 6 de octubre de 1990, Teatro Romea, Murcia, Compañía Nacional de Danza.
Con esta obra comienza oficialmente la etapa de Nacho Duato, además de como Director  Artístico, como coreógrafo para la Compañía Nacional de Danza. La música utilizada para esta pieza recibe el mismo nombre, un concierto para dos guitarras y orquesta creada por el compositor español Joaquín Rodrigo. La composición sirvió de inspiración a Duato para coreografiar ocho de los diez movimientos que componen la pieza musical en su totalidad. Aquí, ocho parejas de bailarines, distribuidos en diferentes formaciones como pasos a dos, pasos a tres o solos, se suceden dentro de diferentes escenas, todas ellas en un ambiente de contexto intimista. La atmósfera principalmente nos recuerda a cuadros y paisajes puramente españoles, lo cual precede a una línea coreográfica muy propia y característica de Duato. En la composición, podemos ver con claridad la tendencia del coreógrafo a utilizar y plasmar sus raíces, lo cual consigue a través del vestuario, de colores potencialmente tierra, además del uso del sentimiento de los bailarines junto con la música para conectar con el público.
- Diecisiete (Pedro Alcalde y Sergio Caballero).
- Duende.

Música: Claude Debussy.
Escenografía: Walter Nobbe.
Figurines: Susan Unger.
Diseño de luces: Nicolás Fischtel.
Estreno: 21 de noviembre de 1991, AT&T Danstheater, La Haya, Nederlands Dans Theater/ 11 de diciembre de 1992, Teatro de La Zarzuela, Madrid, Compañía Nacional de Danza.
Siguiendo la línea de lo que podríamos considerar su manera característica de coreografiar, aparece Duende, en la cual Duato escoge primero la música y después crea un específicamente un ballet para ella. Probablemente aquí esto se hace más notable en comparación con otros de sus trabajos, ya que las composiciones de Debussy, de quien ya era fiel seguidor el coreógrafo, fueron las principales fuentes de inspiración de esta obra, las cuales según el propio Nacho Duato, le transportaban a la naturaleza y a ciertas formas de danzar. 
Esto tiene como consecuencia que el coreógrafo considere Duende como una  amalgama en perfecta armonía entre movimiento y melodía. Además, se hace referencia  a las diferentes formas en las que podemos interpretar la palabra Duende: como el espíritu fantástico que aparece en las narraciones populares y cuentos, o como esa característica que puede poseer alguien, un encanto misterioso e inefable, lo cual crea cierta intriga en el espectador.
- Ecos (Micus).
- Empty (collage de Izumi Kobayashi, Philip Glass, Jimi Hendrix, Peter Sculthorpe, Ravi Shankar, Istvan Marta y Camille Saint-Saëns).
- Hevel (Pedro Alcalde y Sergio Caballero).
- Herrumbre (Pedro Alcalde y Sergio Caballero).
- Mediterrania (con música de Jerónimo Maesso, Bonet, Griggs, Gerrard, Perry, Arteche y Paxariño).
- Multiplicidad. Formas de Silencio y Vacío (Johann Sebastian Bach).
- Na Floresta.

Música:Heitor Villalobos/ Wagner Tisso.
Escenografía: Walter Nobbe.
Figurines: Nacho Duato.
Diseño de luces: Niolas Fischtel.
Estreno: 15 de febrero de 1990, AT&T Danstheater, La Haya, Netherlands Dans Theater 2/ 24 de junio de 1993, los Jardines del Generalife, Granada, Compañía  Nacional de Danza.
Considerada una de sus mejores obras, fue probablemente la obra que hizo mundialmente famoso a Duato. Aquí, el coreógrafo vuelve a utilizar la naturaleza como objeto de inspiración, y se introduce en el misterioso mundo de la selva amazónica, plasmando en el ballet toda su belleza, y otra vez, haciendo uso a través de diferentes secuencias, de la unión de movimientos junto con una música folclórica claramente representativa de la zona a la que se hace referencia, en este caso creada por dos compositores de origen brasileño.
Na Floresta se considera un ballet en el que predominan la fuerza y la energía, la libertad y la vida salvaje de la selva, y en el que la variedad bulliciosa de la naturaleza representa el océano de los sentimientos humanos, lo cual tiene sentido ya que la coreografía carece de argumento alguno.
- Opus Piat (Beethoven).
- Por vos muero (música antigua española de los siglos XV y XVI).
- Remansos (Granados).
- Romeo y Julieta (Prokófiev).
- Self (Iglesias).
- Tabulae (Iglesias).
- White Darkness (Karl Jenkins).

## Premios, distinciones y menciones internacionales
- 1983: Primer Premio en el Concurso Internacional de Colonia (Internationaler Choreographischer Wettbewerb, Köln), por su coreografía Jardí tancat.
- 1987: Premio de Oro de la Danza (VSCD Gouden Dansprije), en su faceta de bailarín.
- 1995: Grado de Caballero en la Orden de las Artes y las Letras (Embajada de Francia en España).
- 1998: Medalla de Oro al Mérito en las Bellas Artes (Consejo de Ministros de España).
- 2000: Premio Benois de la Danse, IX edición, otorgado por la International Danse Association en la ópera de Stuttgart, por su coreografía Multiplicidad, formas de silencio y vacío.[10]
- 2003: Premio Nacional de Danza, en la modalidad de Creación.[11]
- 2015: Premio Ciudad de Alcalá de las Artes y las Letras.
- 2020: Premio Max de Honor.